# Simeon Solomon
Simeon Solomon (Londen, 9 oktober 1840 – 14 augustus 1905) was een Engelse schilder uit de stroming van de Prerafaëlieten.

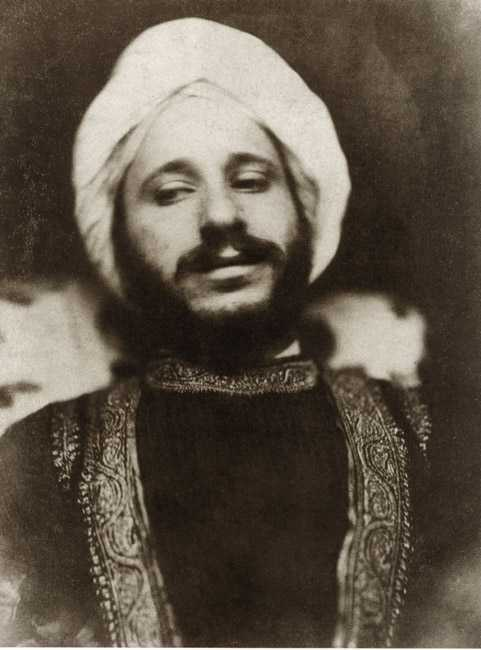
Simeon Solomon, in oosterse kledij

De ouders van Simeon Solomon behoorden tot de Joodse elite te Londen. Als laatste van acht kinderen geboren, gingen zijn broer Abraham Solomon en zijn zuster Rebecca Solomon hem voor als kunstenaars, waarbij Abraham als eerste leraar voor Simeon optrad. Vanaf zijn twaalfde volgde Simeon lessen aan de Carey’s Art Academy te Londen, en daarna aan de Royal Academy of Arts, waar hij kennis maakte met andere leden van de Prerafaëlieten-stroming, zoals Dante Gabriel Rossetti, Frederic Leighton, William Morris en Edward Burne-Jones.

## Het vroege werk
Solomon’s eerste tentoonstelling op de Royal Academy vond al plaats in 1858, en meer tentoonstellingen in dit instituut volgden tot 1872. Zijn thema’s ontleende Solomon aan de Hebreeuwse religieuze geschriften en aan het dagelijks leven van de Joden, maar ook homoseksuele thema’s schuwde hij niet. Deze laatste werken pasten niet binnen de strenge conventies van de Royal Academy, maar vonden een plek in de in 1865 geopende Dudley Gallery in Londen. Solomon exposeerde daar o.a. werk als Sappho en Erinna in een tuin op Mytelene (1864), Liefde tussen schooljongens (1866), Bruid, Bruidegom en Treurende Geliefde (1866) en twee versies van Bacchus (1866 en 1867).

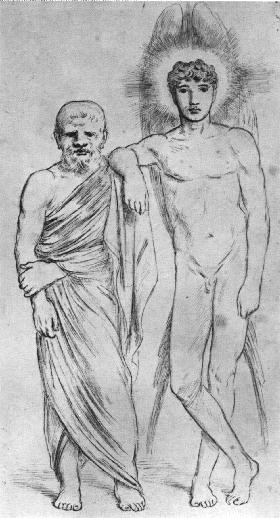
Socrates en Agathodemos, door Simeon Solomon, ca. 1860

## Neergang van de artiest en de mens
Als een van de weinigen in zijn tijd leefde Simeon Solomon openlijk als homoseksueel, maar aan deze levenswijze kwam vooralsnog een abrupt einde toen hij in 1873 in een Londens urinoir werd opgepakt vanwege pogingen om ‘sodomie’ te bedrijven en vanwege schennis van de eerbaarheid. Een veroordeling volgde: eerst tot 18 maanden dwangarbeid, maar deze straf werd later omgezet in permanent politietoezicht.
Solomon werd in 1874 in Parijs opnieuw gearresteerd vanwege hetzelfde gedrag, en tot een boete plus drie maanden cel veroordeeld. Daarna ging het snel bergafwaarts met zijn leven en zijn loopbaan als schilder. Hij kwam in 1884 terecht in een werkhuis te Londen, genaamd St. Giles’s, waar hij 20 jaar later als gevolg van bronchitis, en door alcoholisme geveld, in diepe armoede overleed. Hij werd begraven op de Joodse begraafplaats van Willesden (Noordwest-Londen).

## Trivia
De auteur Oscar Wilde, die zelf later ook veroordeeld werd voor dezelfde feiten, schreef in zijn beroemde brief De Profundis dat hij werk had bezeten van Simeon Solomon, waarvan hij noodgedwongen afstand had moeten doen.
- Bibliothèque nationale de France: cb150350100 (data)
- Gemeinsame Normdatei: 13145188X
- International Standard Name Identifier: 0000 0000 6687 0667
- Library of Congress Control Number: nr88006277
- Nationale bibliotheek van Australië: 35111017
- Nationale Bibliotheek van Israël: 987007515453105171
- Nederlandse Thesaurus van Auteursnamen: 072476273
- RKD-Nederlands Instituut voor Kunstgeschiedenis: 73842
- SNAC: w6qf9d1n
- Système universitaire de documentation: 092888615
- Museum of New Zealand Te Papa Tongarewa: 2129
- Trove: 829786
- Union List of Artist Names: 500004763
- Virtual International Authority File: 38051359
- WorldCat: E39PBJkdkFBJqTqy3rJYgP7PwC